# St. Trinitatis (Hedersleben)

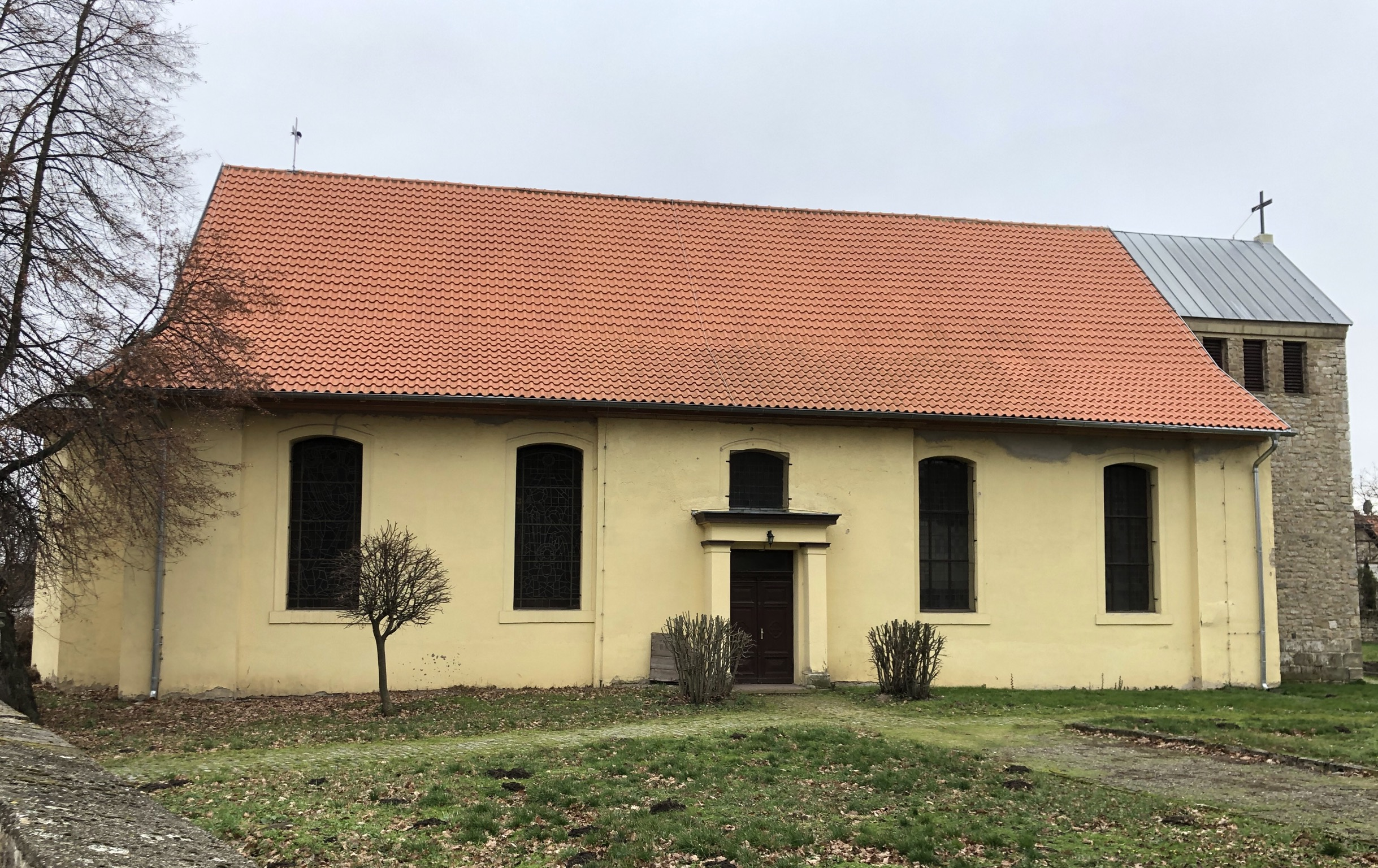
Sankt-Trinitatis-Kirche, 2020

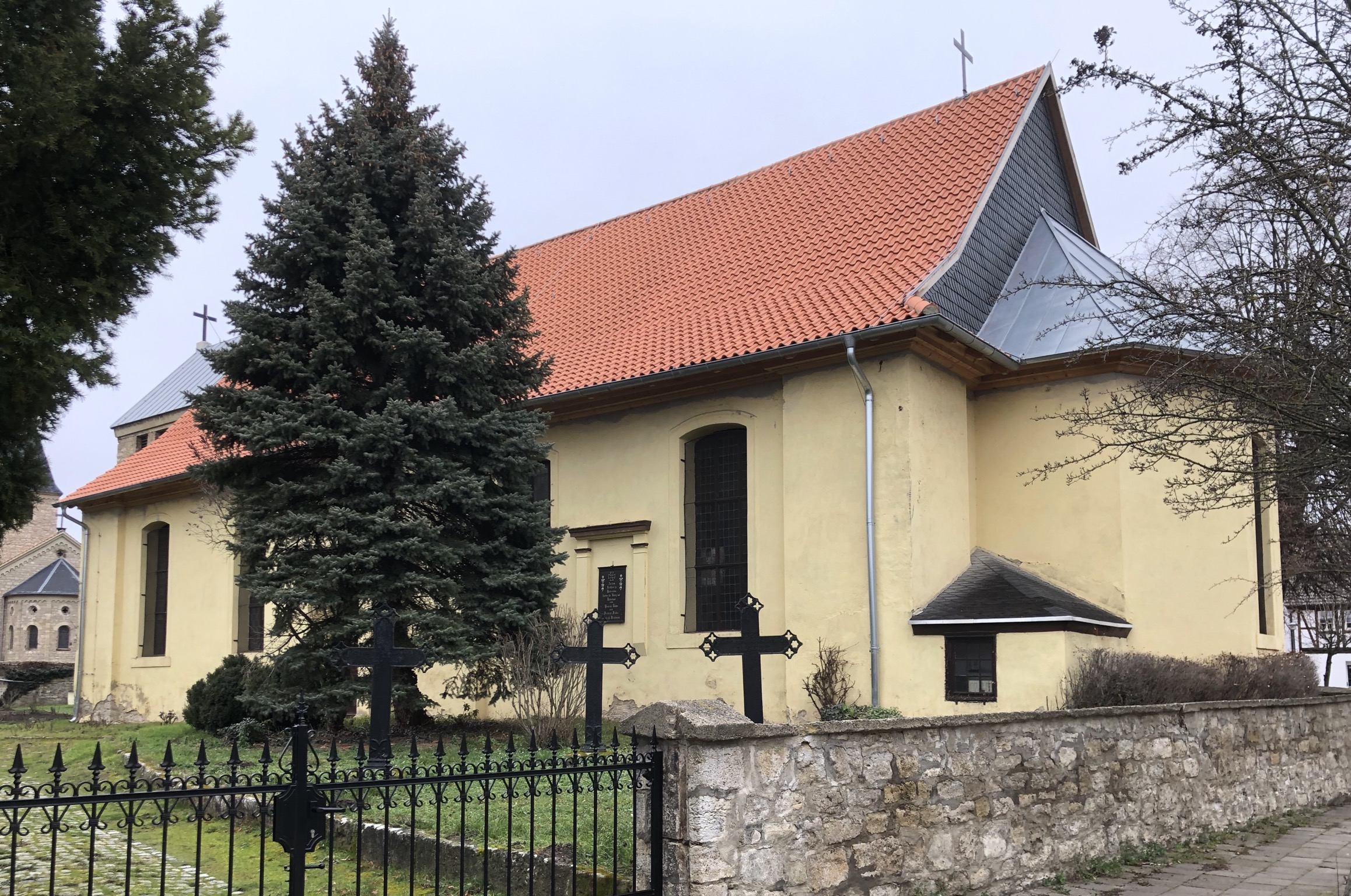
Blick von Südosten

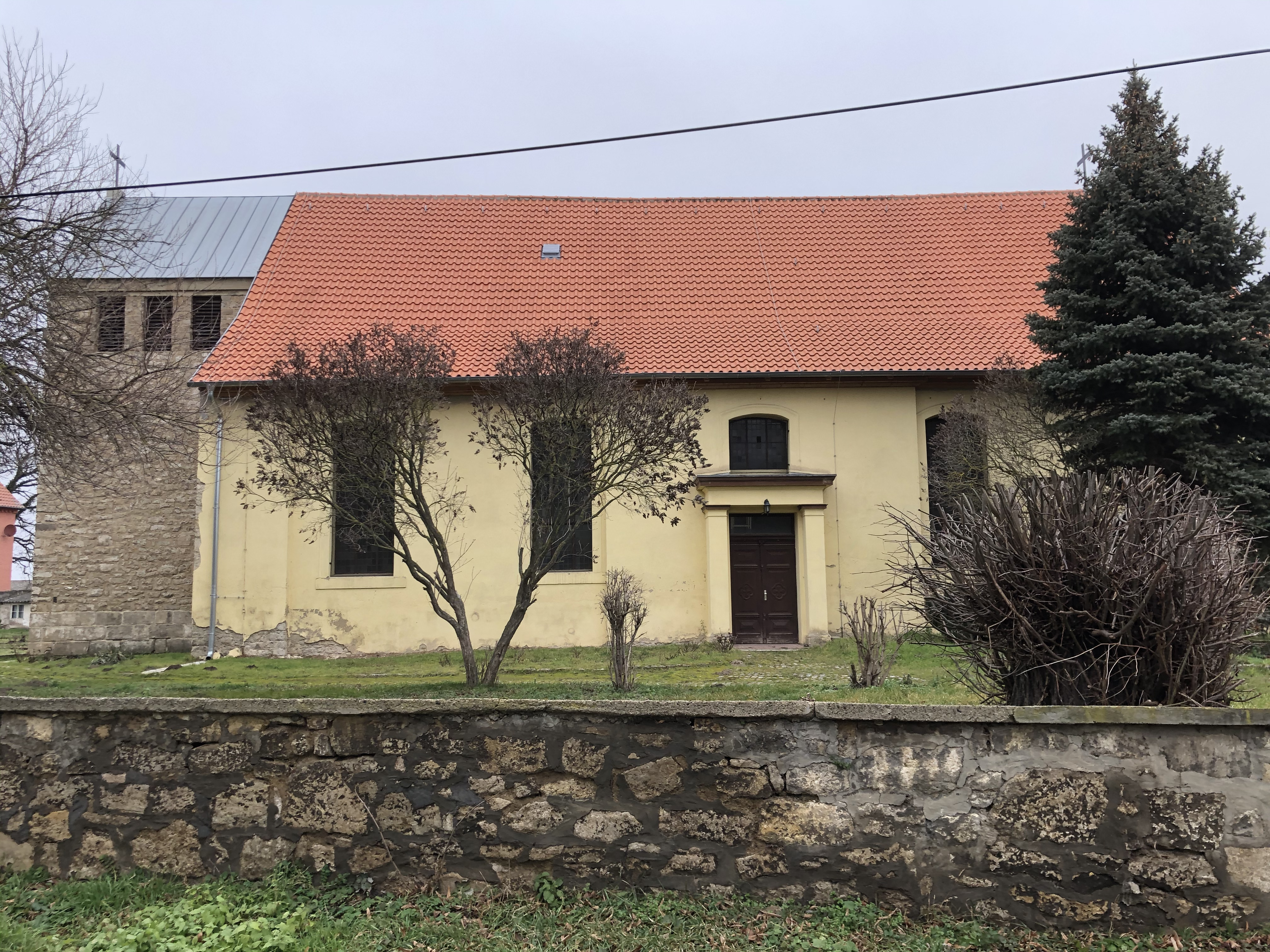
Südseite

Die Kirche St. Trinitatis, auch schlicht als Kirche Hedersleben bezeichnet, ist eine denkmalgeschützte Kirche in Hedersleben in Sachsen-Anhalt.
Sie gehört zum evangelischen Kirchspiel Bode-Selke-Aue des Kirchenkreises Halberstadt der Evangelischen Kirche in Mitteldeutschland. Sie befindet sich an der Adresse Schulstraße 1, östlich des Klosters Hedersleben.

## Architektur und Geschichte
Die verputzte Saalkirche entstand in den Jahren 1713/1714 aus Bruchsteinen. Zuvor hatten die katholische und die evangelische Gemeinde gemeinsam, wenn auch nicht spannungsfrei, die etwas weiter westlich gelegene Kirche des Klosters Hedersleben genutzt. Der Bau soll durch das Zisterzienserinnenkloster auf dem Klostergelände realisiert worden sein. Die Fenster sind als hohe Segmentbogenfenster ausgeführt. In den Langseiten befindet sich sowohl auf der Nord- als auch auf der Südseite ein Portal. Östlich schließt sich ein fünfseitiges Polygon für den Chor an. Der niedrige Kirchturm entstand erst in den 1950er Jahren und befindet sich westlich des Schiffs. Bis zu seinem Bau nutzten die evangelische und die katholische Kirchengemeinde noch gemeinsam den Turm und das Geläut der katholischen Klosterkirche. Er schließt mit dem First des Schiffes ab. Der Turm ist in Teilen nicht verputzt, wurde auf einem quadratischen Grundriss errichtet und ist mit einem Satteldach bedeckt.
Das Kircheninnere wird von einer flachen, verputzten Holztonnendecke überspannt. Der Saal ist mit einer langgestreckten Hufeisenempore versehen. Oberhalb befindet sich eine Orgelbühne mit einer aus dem letzten Drittel des 19. Jahrhunderts stammenden von Emil Reubke geschaffenen Orgel. Die Brüstungsfelder sind mit Ohren versehen. Teile der Ausstattung stammen noch aus der Bauzeit, darunter auch Elemente des Altars mit Darstellungen von Moses, Johannes dem Täufer, dem Torso des Gekreuzigten Christus sowie vier gedrehten Säulen. Der ursprünglich noch komplette Altar von 1715 war 1986 zerstört worden. Darüber hinaus ist auch das Emporengestühl bauzeitlich. In der Kirche befindet sich auch ein schwebender barocker Taufengel. Aus der Spätrenaissance stammt ein mit einer Kreuzigungsszene versehener Bildstock. Er trägt außerdem eine Inschrift zum Gedenken an die 1621 verstorbene Dorothea Treckels von Oschersleben.
Auf der Nordseite sind zwei Bildfenster erhalten. Sie zeigen Christi Geburt und Auferstehung und sind der Rest eines in den 1920er Jahren geschaffenen Bilderzyklus.
Im Jahr 2000 begann die Sanierung der Kirche. 2021 kehrte das Kruzifix des ehemaligen Hochaltars, das sich zwischenzeitlich in der 2021 profanierten Klosterkapelle der Elisabethschwestern in Halle an der Saale befunden hatte, nach Hedersleben zurück.
Das zur Kirche gehörende Gemeindehaus ist als Backsteingebäude erstellt. Es ist durch rhythmisch angeordnete Stichbogenarkaden geprägt. Der Kirchhof ist von einer Einfriedung aus Bruchsteinen umgeben. Im nordöstlichen Bereich des Kirchhofs befindet sich ein von einem schmiedeeisernen Zaun umgebenes Erbbegräbnis.
Südlich der Kirche stehen vier aus Eisenkunstguss gefertigte Kreuze.
Im örtlichen Denkmalverzeichnis ist die Kirche unter der Erfassungsnummer 094 45472 als Baudenkmal eingetragen.